# Ulvi Sadikhov
Ulvi Sadikhov (Baku, 23 novembre 1998) è uno scacchista azero.
Ha ottenuto il titolo di Grande Maestro in giugno 2019.

## Principali risultati
- 2015 – in ottobre è secondo nel campionato azero U18 di Baku;[2]
- 2017 – in maggio è 5° nell'open di Nakhchivan con 6 /9 (vinse Valeriy Grinev con 7 /9; [3]
- 2018 – in maggio è 2° nel torneo open di Mersin in Turchia;
- 2018 – in ottobre vince il campionato di Baku con 8 /9;[4]
- 2019 – in agosto vince il torneo blitz "Dunya Sahmat"di Baku con 7 /9;